# تحالف 8 آذار

شعار تحالف 8 آذار

تحالف 8 آذار هو تحالف نشأ في لبنان بعد اغتيال رئيس الوزراء اللبناني الأسبق رفيق الحريري وخروج الجيش السوري من لبنان وذلك عندما أقامت الأحزاب التي لها علاقة وثيقة مع سوريا، بتاريخ 8 أذار/مارس، بمظاهرة حاشدة لشكر سوريا على ما قدمته للمقاومة اللبنانية في دفاعها عن التراب اللبناني. وتضم هذه القوى حزب الله، حركة أمل، الحزب السوري القومي الإجتماعي تيار المردة إلى جانب مجموعات ثانوية أخرى موالية لسوريا مثل تيار التوحيد ورابطة الشغيلة أو مناوئة لخط الأمريكي في لبنان مثل جبهة العمل الإسلامي. وقد انضم التيار الوطني الحر إلى هذه الحركة بعد توقيعه لاتفاق 6 فبراير مع حزب الله فيما كان يعتبر نفسه المؤسس لتحالف 14 آذار. علماً إنه لا أحد من هذه الأحزاب والشخصيات المنضوية تحتها تطلق على نفسها اسم 8 آذار، بل هو اسم يستعمله تحالف 14 آذار والإعلام بشكل عام.

## التاريخ
يعود الاسم إلى 8 مارس 2005 عندما دعت أحزاب مختلفة إلى مظاهرة حاشدة في وسط بيروت رداً على ثورة الأرز، وشكرت التظاهرة سوريا على مساعدتها في وقف الحرب الأهلية اللبنانية ومساعدتها في استقرار لبنان ودعم المقاومة اللبنانية للاحتلال الإسرائيلي.

### إدراج الحركة الوطنية الحرة
يعتبر التيار الوطني الحر هو المؤسس لـتحالف 14 آذار. أطلق التيار الوطني الحر حرب التحرير ضد الجيش السوري في 14 آذار 1989 وشارك في جميع المظاهرات ضد الاحتلال السوري حتى ثورة الأرز الجماهيرية في 14 آذار 2005. انشق التيار الوطني الحر عن تحالف 14 آذار في 6 فبراير 2006، عندما وقع زعيمه العماد ميشال عون مذكرة تفاهم مع حزب الله عرفت فيما بعد بمذكرة تفاهم «مار مخايل». واعتبر التيار الوطني الحر أن مشروعه ضد الحكومة السورية قد اكتمل عندما غادر الجيش السوري لبنان في نهاية نيسان 2005.
انضم التيار الوطني الحر بقيادة ميشال عون في النهاية إلى تحالف 8 آذار المنافس، وأصبح أحد شركائه الرئيسيين في التحالف.

### التحالف الحاكم (2011-2013)
غادر الحزب التقدمي الاشتراكي تحالف 14 آذار في كانون الثاني 2011 بعد أن كان أحد ركائزه وانحاز ظاهريا إلى كتلة التغيير والإصلاح التابعة للتحالف بعد زيارة وليد جنبلاط إلى دمشق. أعطت هذه الخطوة التحالف وشركائه الأغلبية في البرلمان، مما مكّنهم من تسمية نجيب ميقاتي كرئيس للوزراء لتشكيل الحكومة اللبنانية في حزيران 2011 .[بحاجة لمصدر]
استمرت الحكومة بقيادة تحالف 8 مارس لمدة 22 شهرًا حتى استقالة ميقاتي في 23 مارس 2013.

### الانتخابات الرئاسية 2016
بعد فراغ رئاسي استمر من 23 نيسان 2014 حتى 31 تشرين الأول 2016، استطاع مجلس النواب انتخاب النائب والعماد السابق ميشال عون الذي رشح بدوره عضو 14 آذار سعد الحريري رئيساً للوزراء.

### 2018 الانتخابات التشريعية
حصل التحالف على 76 مقعدا من أصل 128 (60٪) في أول انتخابات تشريعية منذ عام 2009.
| الاسم                        | الحزب                                      | القضاء                   | الديانة                       |
| ---------------------------- | ------------------------------------------ | ------------------------ | ----------------------------- |
| آلان عون                     | التيار الوطني الحر                         | قضاء بعبدا               | الكنيسة المارونية             |
| حكمة ديب                     | التيار الوطني الحر                         | قضاء بعبدا               | الكنيسة المارونية             |
| Roger Azar                   | التيار الوطني الحر                         | قضاء كسروان              | الكنيسة المارونية             |
| سيمون ابي رميا               | التيار الوطني الحر                         | جبيل                     | الكنيسة المارونية             |
| إبراهيم كنعان                | التيار الوطني الحر                         | قضاء المتن               | الكنيسة المارونية             |
| Edgard Maalouf               | التيار الوطني الحر                         | قضاء المتن               | Greek Catholic                |
| إلياس بو صعب                 | التيار الوطني الحر                         | قضاء المتن               | الكنيسة الأرثوذكسية اليونانية |
| هاغوب بقرادونيان             | حزب الطاشناق                               | قضاء المتن               | الكنيسة الرسولية الأرمنية     |
| طلال أرسلان                  | الحزب الديمقراطي اللبناني                  | عاليه (لبنان)            | موحدون دروز                   |
| Cesar Abi Khalil             | التيار الوطني الحر                         | عاليه (لبنان)            | الكنيسة المارونية             |
| Ziad Assouad                 | التيار الوطني الحر                         | جزين                     | الكنيسة المارونية             |
| Salim Khoury                 | التيار الوطني الحر                         | جزين                     | Greek Catholic                |
| Assaad Dargham               | التيار الوطني الحر                         | قضاء عكار                | الكنيسة الأرثوذكسية اليونانية |
| Mustapha Ali Hussein         | مستقل (سياسة)                              | قضاء عكار                | علويون (طائفة)                |
| Georges Atallah              | التيار الوطني الحر                         | قضاء الكورة              | الكنيسة الأرثوذكسية اليونانية |
| جبران باسيل                  | التيار الوطني الحر                         | البترون                  | الكنيسة المارونية             |
| ماريو عون                    | التيار الوطني الحر                         | قضاء الشوف               | الكنيسة المارونية             |
| Farid Boustany               | التيار الوطني الحر                         | قضاء الشوف               | الكنيسة المارونية             |
| نقولا صحناوي                 | التيار الوطني الحر                         | دائرة بيروت الأولى       | Greek Catholic                |
| أنطوان بانو                  | التيار الوطني الحر                         | دائرة بيروت الأولى       | مسيحية سريانية                |
| Alexander Matossian          | حزب الطاشناق                               | دائرة بيروت الأولى       | الكنيسة الرسولية الأرمنية     |
| Hagop Terzian                | حزب الطاشناق                               | دائرة بيروت الأولى       | الكنيسة الرسولية الأرمنية     |
| Edgard Traboulsi             | التيار الوطني الحر                         | دائرة بيروت الثانية      | بروتستانتية                   |
| سليم عون                     | التيار الوطني الحر                         | زحلة                     | الكنيسة المارونية             |
| ميشيل ضاهر                   | مستقل (سياسة)                              | زحلة                     | Greek Catholic                |
| إيلي الفرزلي                 | مستقل (سياسة)                              | قضاء البقاع الغربي       | الكنيسة الأرثوذكسية اليونانية |
| Ali Ammar                    | حزب الله                                   | قضاء بعبدا               | الشيعة                        |
| Amin Sharri                  | حزب الله                                   | دائرة بيروت الثانية      | الشيعة                        |
| Nawwaf Musawi                | حزب الله                                   | صور (لبنان)/Zahrani      | الشيعة                        |
| Hussein Jashi                | حزب الله                                   | صور (لبنان)/Zahrani      | الشيعة                        |
| حسن فضل الله                 | حزب الله                                   | بنت جبيل                 | الشيعة                        |
| محمد رعد                     | حزب الله                                   | النبطية                  | الشيعة                        |
| علي فياض (نائب)              | حزب الله                                   | حاصبيا/مرجعيون           | الشيعة                        |
| Anwar Jomma                  | حزب الله                                   | زحلة                     | الشيعة                        |
| حسين الحاج حسن               | حزب الله                                   | بعلبك/قضاء الهرمل        | الشيعة                        |
| إبراهيم الموسوي              | حزب الله                                   | بعلبك/قضاء الهرمل        | الشيعة                        |
| علي المقداد                  | حزب الله                                   | بعلبك/قضاء الهرمل        | الشيعة                        |
| الوليد سكرية                 | حزب الله                                   | بعلبك/قضاء الهرمل        | أهل السنة والجماعة            |
| Ihab Hamadeh                 | حزب الله                                   | بعلبك/قضاء الهرمل        | الشيعة                        |
| Mohamed Khawaja              | حركة أمل                                   | دائرة بيروت الثانية      | الشيعة                        |
| Fadi Alameh                  | حركة أمل                                   | بعبدا                    | الشيعة                        |
| نبيه بري                     | حركة أمل                                   | قضاء صيدا                | الشيعة                        |
| علي عسيران                   | حركة أمل                                   | قضاء صيدا                | الشيعة                        |
| ميشال موسى                   | Amal Movement                              | قضاء صيدا                | Greek Catholic                |
| علي خريس                     | حركة أمل                                   | تير                      | الشيعة                        |
| عناية عز الدين               | حركة أمل                                   | تير                      | الشيعة                        |
| ياسين جابر                   | حركة أمل                                   | النبطية                  | الشيعة                        |
| قاسم هاشم                    | حركة أمل                                   | مرجعيون حاصبيا           | أهل السنة والجماعة            |
| Hani Kobeissi                | حركة أمل                                   | النبطية                  | الشيعة                        |
| علي أحمد بزي                 | حركة أمل                                   | بنت جبيل                 | الشيعة                        |
| أيوب حميد                    | حركة أمل                                   | بنت جبيل                 | الشيعة                        |
| علي حسن خليل                 | حركة أمل                                   | مرجعيون حاصبيا           | الشيعة                        |
| أنور الخليل                  | حركة أمل                                   | مرجعيون حاصبيا           | موحدون دروز                   |
| Mohamed Nasrallah            | حركة أمل                                   | قضاء البقاع الغربي راشيا | الشيعة                        |
| غازي زعيتر                   | حركة أمل                                   | بعلبك الهرمل             | الشيعة                        |
| سليم سعادة                   | الحزب السوري القومي الاجتماعي في لبنان     | قضاء الكورة              | الكنيسة الأرثوذكسية اليونانية |
| أسعد حردان                   | الحزب السوري القومي الاجتماعي في لبنان     | مرجعيون حاصبيا           | الكنيسة الأرثوذكسية اليونانية |
| ألبير منصور                  | الحزب السوري القومي الاجتماعي في لبنان     | بعلبك الهرمل             | Greek Catholic                |
| طوني فرنجية                  | تيار المردة                                | زغرتا                    | الكنيسة المارونية             |
| اسطفانوس الثاني بطرس الدويهي | تيار المردة                                | زغرتا                    | الكنيسة المارونية             |
| فايز غصن                     | تيار المردة                                | قضاء الكورة              | الكنيسة الأرثوذكسية اليونانية |
| Ossama Saad                  | التنظيم الشعبي الناصري في لبنان            | صيدا                     | أهل السنة والجماعة            |
| Adnan Traboulsi              | الأحباش (جمعية المشاريع الخيرية الإسلامية) | دائرة بيروت الثانية      | أهل السنة والجماعة            |
| عبد الرحيم مراد              | حزب الاتحاد (لبنان)                        | قضاء البقاع الغربي راشيا | أهل السنة والجماعة            |
| فيصل كرامي                   | تيار الكرامة                               | طرابلس (لبنان)           | أهل السنة والجماعة            |

### مجلس الوزراء 2019
يضم التحالف 18 وزيراً من أصل 30 (60٪) في الحكومة اللبنانية الحالية. كانت ممثلة بالتساوي في كل من البرلمان والحكومة.
| اسم             | الحزب                     | المحفظة (الوزارة)             | الديانة               |
| --------------- | ------------------------- | ----------------------------- | --------------------- |
| الياس بو صعب    | الحركة الوطنية الحرة      | وزير الدفاع                   | الأرثوذكسية اليونانية |
| جبران باسيل     | الحركة الوطنية الحرة      | وزير الخارجية والمغتربين      | ماروني                |
| صالح غريب       | الحزب الديمقراطي اللبناني | وزير الدولة لشؤون اللاجئين    | درزي                  |
| غسان عطالله     | الحركة الوطنية الحرة      | وزير المهجرين                 | الروم الكاثوليك       |
| ندى بستاني      | الحركة الوطنية الحرة      | وزير الطاقة والمياه           | ماروني                |
| أفيديس كيدانيان | الطاشناق                  | وزير السياحة                  | الأرثوذكس الأرمن      |
| حسن مراد        | حزب الاتحاد               | وزير الدولة للتجارة الخارجية  | سني                   |
| ألبرت سرحان     | الحركة الوطنية الحرة      | وزير العدل                    | الأرثوذكسية اليونانية |
| سليم جريصاتي    | الحركة الوطنية الحرة      | وزير الدولة لشؤون الرئاسة     | الروم الكاثوليك       |
| منصور بطيش      | الحركة الوطنية الحرة      | وزير الاقتصاد والتجارة        | ماروني                |
| فادي جريصاتي    | الحركة الوطنية الحرة      | وزير البيئة                   | الروم الكاثوليك       |
| يوسف فينيانوس   | حركة مردة                 | وزير الأشغال العامة والنقل    | ماروني                |
| علي حسن خليل    | حركة أمل                  | وزير المالية                  | الشيعة                |
| محمد داود       | حركة أمل                  | وزير الثقافة                  | الشيعة                |
| حسن لقيس        | حركة أمل                  | وزير الزراعة                  | الشيعة                |
| جميل جبق        | مستقل                     | وزير الصحة العامة             | الشيعة                |
| محمد فنيش       | حزب الله                  | وزير الشباب والرياضة          | الشيعة                |
| محمود كماتي     | حزب الله                  | وزير الدولة للشؤون البرلمانية | الشيعة                |

## الأحزاب التأسيسية
تشغل حاليًا 72 مقعدًا من أصل 128 مقعدًا في البرلمان بعد الانتخابات التشريعية اللبنانية 2018 وتتكون من:
| الحزب                                  | أيديولوجيا                          | مجلس النواب    | الحكومة        |
| -------------------------------------- | ----------------------------------- | -------------- | -------------- |
| التيار الوطني الحر                     | قومية مدنية قومية لبنانية           | 23 / 128       | الحكومة        |
| حركة أمل                               | سياسة محافظة شعبوية                 | 17 / 128       | الحكومة        |
| كتلة الوفاء للمقاومة                   | الشيعة معاداة الصهيونية             | 13 / 128       | الحكومة        |
| الحزب السوري القومي الاجتماعي في لبنان | القومية السورية قومية يسارية        | 3 / 128        | الحكومة        |
| تيار المردة                            | قومية لبنانية ديمقراطية مسيحية      | 5 / 128        | الحكومة        |
| الاتحاد الثوري الأرمني في لبنان        | قومية أرمنية الاشتراكية الديمقراطية | 3 / 128        | الحكومة        |
| الحزب الديمقراطي اللبناني              | سياسة محافظة أحزاب الأقليات ‏        | 1 / 128        | الحكومة        |
| حزب البعث العربي الاشتراكي (لبنان)     | بعثية                               | 0 / 128        | ليس في الحكومة |
| التنظيم الشعبي الناصري في لبنان        | التيار الناصري قومية عربية          | 1 / 128        | ليس في الحكومة |
| الحزب العربي الديمقراطي                | قومية عربية بعثية                   | 0 / 128        | ليس في الحكومة |
| حزب الاتحاد (لبنان)                    | التيار الناصري                      | 1 / 128        | ليس في الحكومة |
| حركة التحرر العربي                     | قومية عربية معاداة الصهيونية        | 0 / 128        | ليس في الحكومة |
| رابطة الشغيلة                          | قومية يسارية اشتراكية               | 0 / 128        | ليس في الحكومة |
| حركة الشعب (لبنان) قومية عربية         | 0 / 128                             | ليس في الحكومة |                |

## أعضاء التحالف
| الحزب                                              | المقاعد في مجلس النواب (من أصل 128 مقعد) (بعد انتخابات 2018 ) | القاعدة الايدولوجية                        |
| -------------------------------------------------- | ------------------------------------------------------------- | ------------------------------------------ |
| التيار الوطني الحر                                 | 29                                                            | علماني، أغلبية مسيحية                      |
| حركة أمل                                           | 16                                                            | علماني، أغلبية مسلمة شيعية                 |
| حزب الله                                           | 13                                                            | الشيعة                                     |
| الحزب الديمقراطي اللبناني                          | 4                                                             | علماني، أغلبية درزية                       |
| تيار العزم                                         | 4                                                             | تنوع طائفي (سنة؛ علويين؛ أورثوذكس؛ موارنة) |
| تيار المردة                                        | 3                                                             | موارنة                                     |
| الطاشناق                                           | 3                                                             | علماني، أرمني                              |
| الحزب السوري القومي الإجتماعي                      | 3                                                             | علماني                                     |
| حزب البعث العربي الاشتراكي                         | 2                                                             | علماني                                     |
| تيار الكرامة (ممثلاً بكل من فيصل كرامي وجهاد الصمد) | 2                                                             | مسلمون سنة                                 |
| جمعية المشاريع الخيرية الإسلامية                   | 1                                                             | مسلمون سنة                                 |
| التنظيم الشعبي الناصري                             | 1                                                             | علماني، غالبية مسلمة سنية                  |

## وصلات خارجية
- موقع المقاومة الإسلامية في لبنان (حزب الله)
- موقع التيار الوطني الحر.